# Exvoto de Daoco

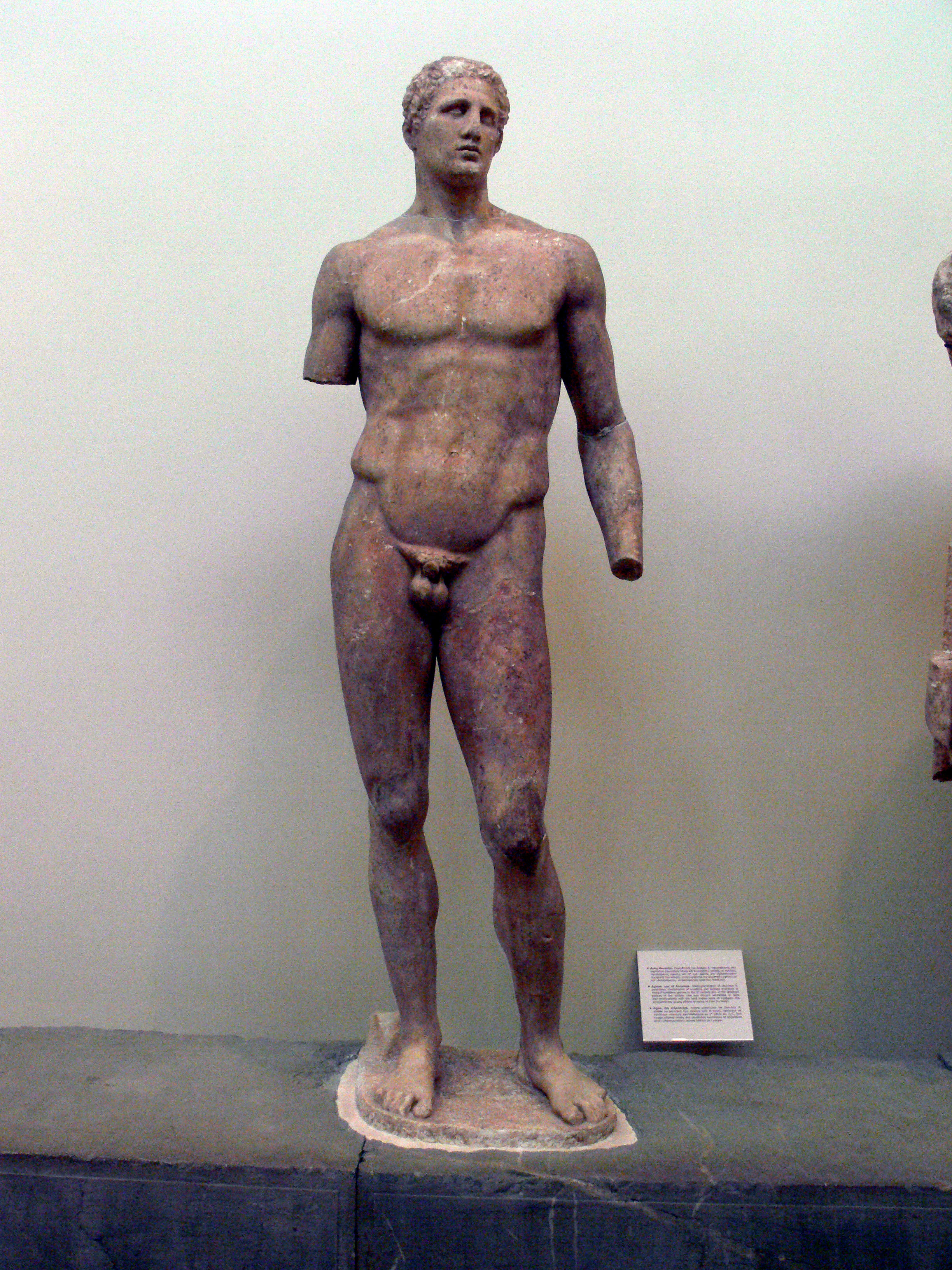
Agias, parte del exvoto.

El Exvoto de Daoco (en griego: Ανάθημα του Δαόχου), también Grupo de Daoco, es un antiguo grupo escultórico griego procedente del santuario de Delfos, en Grecia. Posiblemente fue esculpido por Lisipo o su hijo Eutícrates a finales del periodo clásico, entre 337 y 332 a. C. No obstante, se han propuesto otras fechas. Inicialmente se pensó que el exvoto estaba exento. Sin embargo, estudios recientes han llegado a la conclusión de que el monumento se encontraba probablemente dentro del Tesoro de los tesalios, construido hacia el 361 a. C. por Agelao. En la actualidad, las partes que se conservan del grupo escultórico se encuentran en el Museo Arqueológico de Delfos.

## Descripción
El grupo escultórico fue dedicado como ofrenda votiva al santuario de Apolo por Daoco II de Farsala, tetrarca de Tesalia, que es la figura central del grupo. El grupo constaba de nueve estatuas, ocho de las cuales representaban a seis generaciones de la familia  de Daoco. Representaban a Daoco II; a su hijo Sísifo II; a su padre Sísifo I; a su abuelo Daoco I; a su abuelo Agias; a su abuelo Acnonio; y a dos atletas de la familia Agias, Telémaco y Agelao, ganadores de los Juegos Píticos. La novena escultura del grupo era una estatua de Apolo, que posiblemente representaba al ónfalo sobre el que estaría sentado el dios.
Debajo de las esculturas había un largo pedestal rectangular en el que se inscribía el nombre de la persona para cada estatua. El grupo escultórico estaba situado en la esquina noreste de la plataforma del Templo de Apolo. Seis de las estatuas que representan a la familia Daoco están mejor conservadas y se conservan partes de dos de ellas. También se conserva el pedestal. La estatua de Apolo ha desaparecido, aunque se han encontrado partes de una estatua sedente de Apolo en Delfos, que podría proceder de este complejo.